# Kupono Fey
Kupono Kahuanui Fey (ur. 21 stycznia 1995 w Honolulu) – amerykański siatkarz, grający na pozycji przyjmującego.
Kuzynem Kupono jest rozgrywający Stanów Zjednoczonych Micah Christenson.

## Sukcesy klubowe
Mistrzostwo Grecji:
- 2021

Puchar Ligi Greckiej:
- 2021

## Sukcesy reprezentacyjne
Mistrzostwa Ameryki Północnej, Środkowej i Karaibów Kadetów:
- 2012

Mistrzostwa Ameryki Północnej, Środkowej i Karaibów Juniorów:
- 2014

Puchar Panamerykański Juniorów:
- 2015